# Amt Hüttenberg
Das Amt Hüttenberg war ein hessen-darmstädtisches und nassau-weilburgisches kondominial verwaltetes Amt. Nach einer Realteilung bestand sowohl ein hessisches als auch ein nassauisches „Amt Hüttenberg“. Die Landschaftsbezeichnung Hüttenberger Land und der Name der aus verschiedenen Orten des Gebiets geschaffenen Gemeinde Hüttenberg im Lahn-Dill-Kreis nehmen Bezug auf das historische Amt.

## Geografie
Im 16. Jahrhundert bestand es aus:
1. dem Hüttenberg mit den Orten Allendorf/Lahn, Annerod, Dornholzhausen, Dutenhofen, Ebersgöns, Hausen, Hochelheim, Hörnsheim, Kirch-Göns, Lang-Göns, Leihgestern, Lützellinden, Pohl-Göns, Rechtenbach, Volpertshausen, Reiskirchen und Niederwetz;
2. dem „gemeinen Land an der Lahn“, bestehend aus
  1. dem Gericht Wißmar,
  2. dem Gericht Krofdorf, Launsbach, Fellingshausen, Rodheim an der Bieber (gemeinschaftlich), Krofdorf (nassauisch), Wieseck (hessisch),
  3. dem Gericht Heuchelheim und Kinzenbach (seit 1967 →Heuchelheim).
3. dem Gericht Lollar, bestehend aus Lollar, Daubringen, Mainzlar, Kirchberg und Ruttershausen;
4. Staufenberg (hessisch);
5. Großen-Linden;
6. Niederkleen.

## Geschichte

### Vorgeschichte
Schon in der Zeit der Merowinger (5.–8. Jahrhundert n. Chr.) war das Land in Gaue eingeteilt, wobei das Gebiet zum Lahngau gehörte. Ein Gau war in mehrere „Zente“ eingeteilt, eine Zent bestand aus einer Anzahl von „Marken“, eine Mark wiederum aus mehreren Ansiedlungen. Neben ihrem eigenen Grundbesitz hatten die Markmitglieder Anteil am gemeinsamen Wald, dem „Markwald“. Die Schenkungsurkunden des Klosters Lorsch aus dem 8. Jahrhundert nennen zum Beispiel schon die Hochelheimer Mark, zu der Hochelheim, Vollnkirchen und Klein-Rechtenbach gehörten. Zur Rechtenbacher Mark zählten noch Ansiedlungen, die in Richtung Allendorf und Münchholzhausen vermutet werden und schon sehr früh wüst gefallen sind. Man geht davon aus, dass die Landschaft am Kleebach und seinen Zuflüssen schon damals eine eigene Zent bildete. Sie umfasste in etwa den Raum zwischen Gießen und Wetzlar im Norden und dem Limes im Osten.
Die Freien eines jeden Gaus wählten acht Männer als Schöffen, einer davon wurde zum Vorsitzenden, zum „Grafen“ bestimmt. Zur Rechtsprechung traf sich die Gauversammlung dreimal jährlich an einer zentralen Stelle.
In karolingischer Zeit (8.–10. Jahrhundert n. Chr.) wurden die Gaugrafen nicht mehr vom Volk gewählt, sondern vom König eingesetzt. Da nicht alle Rechtsangelegenheiten auf dem „Gauding“, der Gauversammlung, verhandelt werden konnten, entstanden die Zentgerichte. Neben den Zentgerichten gab es später noch kleinere Vogteigerichte, welche von einem Gutsherrn und 7 bis 12 Schöffen geleitet wurden. Auch wenn der Name „Hüttenberg“ in den Quellen aus dieser Zeit noch nicht genannt wird, lässt sich darauf schließen, dass es schon zurzeit von Karl dem Großen die Zent und das Zentgericht „Hüttenberg“ gab.
Ein Vogteigericht wurde in Gehringshausen, einem im späten Mittelalter verlassenen Dorf bei Reiskirchen, abgehalten, ebenso in dem bei Vollnkirchen gelegenen Ort Wertshausen. Hier bestand das Vogteigericht noch bis ins 18. Jahrhundert hinein, obwohl das Dorf schon im 14. Jahrhundert wüst geworden ist.
Als erste Grafen im Lahngau sind die Konradiner bekannt, die zur Zeit der Karolinger emporkamen und das Gebiet an der Lahn und die Wetterau beherrschten. Im Jahr 911 wird Graf Konrad aus diesem Geschlecht zum König gewählt. Sein Bruder Otto ist Graf an der mittleren Lahn, wozu das Gebiet um Wetzlar und Gießen gehörte.
Nachfolger der Konradiner im Lahngau waren die Grafen von Gleiberg. Zu ihrem Herrschaftsgebiet gehörte auch der Hüttenberg.

### Der Hüttenberg wird Kondominium zweier Landesherren
Nach dem Aussterben der Gleiberger im späten 12. Jahrhundert wurde der Besitz unter den Erbtöchtern aufgeteilt. Der große und einträgliche Hüttenberg blieb jedoch ungeteilt und wurde fortan von deren Erben, den Pfalzgrafen von Tübingen und den Herren von Merenberg gemeinsam verwaltet. Der Name „Hüttenberg“ wird 1246 erstmals urkundlich erwähnt, als Kaiser Konrad den Merenbergern die Gerichtsbarkeit über diesen Besitz bestätigte.
1265 gelangte der Hüttenberg – wiederum im Rahmen von Vererbungen – an die Landgrafen von Hessen und 1333 an die Grafen von Nassau, die ihn nun 400 Jahre lang als Kondominium gemeinsam besaßen und verwalteten. Steuern und Zölle wurden geteilt, die Gerichtsbarkeit und die Aufsicht über die kirchlichen Angelegenheiten gemeinsam ausgeübt. Jeweils zwei Sendgrafen, ein geistlicher und ein weltlicher, regelten die Verwaltung des Landes. Insgesamt gehörten wohl einmal 20 Dörfer zum Hüttenberg: Vor 1585 waren dies: Lang-Göns, Kirchgöns, Dornholzhausen, Hochelheim, Hörnsheim, Groß-Rechtenbach, Dutenhofen, Allendorf, Lützellinden, Leihgestern, Niederkleen, Volpertshausen, Weidenhausen, Reiskirchen und ein Teil von Niederwetz. Die im Wiesecker Wald gelegenen Orte Hausen und Annerod sowie die späteren Wüstungen Konradsrode und Nieder-Albach zählten auch zum Hüttenberg, obwohl sie außerhalb des eigentlichen Gebietes lagen. Man nimmt an, dass diese vier Orte vom Hüttenberg aus gerodet und besiedelt worden sind. Gehringshausen bei Reiskirchen gehörte ebenso zum Hüttenberg wie Wertshausen bei Vollnkirchen. Klein-Rechtenbach wurde bei einer Vererbung 1140 allein Hessen zugeteilt, aus dem Hüttenberg herausgenommen und dem Amt Gießen zugeteilt Vollnkirchen gehörte zwar beiden Herrschaften und lag im Gebiet des Hüttenbergs, zählte jedoch nicht zu dieser Gemeinschaft und wurde gesondert verwaltet.
In der Praxis war es nicht immer einfach, den Hüttenberg von zwei Herrscherhäusern aus zu regieren. Genaue Bestimmungen regelten die Art und Weise der Verwaltung: Jeder der beiden Landesherren durfte Steuern ansetzen, die Einnahmen mussten aber aufgeteilt werden. Da ein Viertel der Einkünfte aus dem Hüttenberg von den Erben der Burg Kleeberg beansprucht wurde, konnten sich die Hessischen Landgrafen und die Nassauischen Grafen nur noch die übrigen drei Viertel teilen. Frondienste waren beiden Herren zu leisten, Verhaftungen durften allerdings nur mit Einwilligung beider Herrscher vorgenommen werden. Jährlich wurden vier gemeinsame Amtstage gehalten, auf denen die Beamten alle einzelnen Fragen gemeinsam regelten. Die Gerichtsbarkeit wurde gemeinschaftlich ausgeübt, ebenso die Aufsicht über die kirchlichen Angelegenheiten.

### Erste Realteilung 1585
Mit der Einführung der Reformation führte die Zweiherrigkeit vermehrt zu Spannungen, da Nassau reformiert, Hessen-Darmstadt aber lutherisch geworden war. 1585 entschieden sich die Kondominialherren daher für eine Realteilung. Anscheinend konnte man sich schwer einigen, und deshalb wurde 1585 nur ein Teil des bisherigen Gemeinbesitzes jeweils einem Herrscherhaus zugeteilt. Dabei erhielt
- Graf Albrecht zu Nassau Wißmar, Launsbach, Kinzenbach, Weidenhausen, Volpertshausen, Reiskirchen und den Hüttenberger Anteil an Niederwetz sowie die Wüstungen Wertshausen und Gehringshausen (Amt Gleiberg)[12][13]
- Hessen-Marburg: das Gericht Lollar mit Lollar, Daubringen, Mainzlar, Kirchberg, Ruttershausen, sowie Heuchelheim, Rodheim an der Bieber, Fellingshausen und Großen-Linden.
- Hochelheim, Hörnsheim und Groß-Rechtenbach blieben neben den anderen Hüttenberger Orten weiterhin in gemeinsamem Besitz, ebenso Vollnkirchen, das aber nach wie vor nicht zum Hüttenberg zählte.[14]

An der allein hessischen Zugehörigkeit von Klein-Rechtenbach änderte sich ebenfalls nichts. Schon während des Dreißigjährigen Krieges zeigte es sich jedoch, dass die gemeinsame Verwaltung immer wieder zu Streitigkeiten führte. So machte der hessische Landgraf den Versuch, den Grafen von Nassau-Saarbrücken ihren Anteil und ihre Rechte abzukaufen. Als Kaufpreis bot er 170 000 Gulden an, die er in zwei Raten bezahlen wollte. Der Kauf kam jedoch nicht zu Stande und der alte Zustand blieb weiter bestehen.

### Zweite Realteilung 1703
Zum Ende der Streitigkeiten kam es erst nach einer endgültigen Aufteilung des Hüttenbergs im sogenannten „Hüttenberger Hauptteilungsvertrag“ vom 16. Juni 1703. Die Landgrafschaft Hessen-Darmstadt und die Grafschaft Nassau-Weilburg einigten sich darauf, das verbliebene Kondominium real zu teilen. Die bis dahin noch von Hessen und Nassau gemeinsam verwalteten Dörfer wurden wie folgt einer der beiden Herrschaften zugeteilt:
- Grafschaft Nassau-Weilburg: Dutenhofen, Lützellinden, Hörnsheim, Hochelheim, Niederkleen, Dornholzhausen, Groß-Rechtenbach und die bisher hessen-darmstädtischen Orte Vollnkirchen und Klein-Rechtenbach.
- Landgrafschaft Hessen-Darmstadt: Allendorf an der Lahn, Annerod, Hausen, Leihgestern, Langgöns, Kirchgöns, Pohlgöns, Schloss Schiffenberg und der Neuhof.

Somit sind 1703 alle Orte, die seit 1977 zur Gemeinde Hüttenberg gehören, ganz nassauisch geworden. Nach der Aufteilung des Hüttenbergs wurden die beiden bisherigen nassauischen Ämter Gleiberg und Hüttenberg (mit Sitz in Niederkleen) 1734 zum Amt Atzbach vereinigt und die nassauische Verwaltung von der mehr und mehr verfallenden Burg Gleiberg nach Atzbach verlegt. Immer wieder wird in den Abrechnungen der Hüttenberger Dörfer Geld „für einen Gang nach Atzbach“ an Gemeindebedienstete angewiesen. Als Amtssitz in Atzbach wurde 1756 das bis in die jüngste Zeit als Schule genutzte große Verwaltungsgebäude neben der Kirche gebaut.
Mit den aus der Teilung von 1703 erhaltenen Orten bildete die Landgrafschaft Hessen-Darmstadt ein eigenes Amt Hüttenberg, das auch im ab 1806 nachfolgenden Großherzogtum Hessen weiter bestand und in einer Verwaltungsreform 1821 aufgelöst wurde.

### Der Hüttenberg wird 1816 preußisch
Auf dem Wiener Kongress im Jahr 1815 trat das Fürstentum Nassau-Weilburg in Tauschverträgen seine Hüttenberger Gebiete an das Königreich Preußen ab. Der Hüttenberg wurde 1816 in den neu gegründeten Kreis Wetzlar und mit diesem 1822 in die preußische Rheinprovinz eingegliedert. Mit der Änderung der politischen Verhältnisse änderte sich auch die Verwaltung der Dörfer. 1846 wurden Gemeinderäte eingesetzt, die in der Regel aus einem Vorsteher und fünf weiteren gewählten Mitgliedern bestanden. Vertreter des Gerichts war der Schultheiß. Das Amt des Vorstehers und das des Schultheißen konnte in einer Person vereinigt werden. 1900 wurden die Ortsgerichte eingeführt.
Innerhalb der preußischen Landkreise bildeten jeweils mehrere Gemeinden einen staatlichen Verwaltungsbezirk, die „Landbürgermeisterei“, ab 1927 „Amtsbürgermeisterei“. Das Bürgermeisteramt wurde von einem hauptamtlichen Bürgermeister und zwei Beigeordneten geleitet. Zusammen mit jeweils einem gewählten Abgeordneten aus jedem Dorf bildeten sie die Bürgermeistereiversammlung. Aufgabe der Bürgermeister war es, die Verwaltung der einzelnen Gemeinden zu beaufsichtigen. Ab 1816 gab es zum einen das Bürgermeisteramt Lützellinden mit Sitz in Niederkleen, zum anderen das Bürgermeisteramt Rechtenbach, dessen Amtssitz mehrmals zwischen Volpertshausen und Groß- und Klein-Rechtenbach wechselte (von 1816 bis 1822 war der Amtssitz in Groß-Rechtenbach, danach wechselte er nach Volpertshausen. Bis zur Vereinigung der beiden Bürgermeisterämter war er auch zeitweilig auf dem Hof Rechtenbach, dem heutigen Kinderheim Zoar untergebracht). Zum Bürgermeisteramt Lützellinden gehörten die Dörfer Hochelheim, Hörnsheim, Lützellinden, Dornholzhausen, Niederkleen, Oberkleen und Ebersgöns. Zum Bürgermeisteramt Rechtenbach gehörten Groß- und Klein-Rechtenbach, Weidenhausen, Volpertshausen, Vollnkirchen, Reiskirchen und einige Jahre lang noch Niederwetz. Im Jahr 1873 wurden diese beiden Bürgermeisterämter zum Amt Rechtenbach vereinigt, das nun 14 Dörfer umfasste (zum Bürgermeisteramt Rechtenbach gehörten ab 1873 die Dörfer: Groß- und Klein-Rechtenbach, Weidenhausen, Volpertshausen, Reiskirchen, Vollnkirchen, Dornholzhausen, Hochelheim, Hörnsheim, Niederkleen, Oberkleen, Ebersgöns, Lützellinden und Münchholzhausen (vorher beim Bürgermeisteramt Braunfels)). In Groß-Rechtenbach wurde ein neues großes Amtsgebäude gebaut (heute Frankfurter Straße 71) und 1875 bezogen. Die Steuer- und Gemeindekasse blieb zunächst in Niederkleen. 1908 wurde noch das neben dem Bürgermeistereigebäude gelegene Haus (heute Frankfurter Straße 69) für Verwaltungszwecke gebaut. Zeitweise war hier der Sitz der Gemeindekasse.

Bürgermeisteramt, Rentamt 1912

### Eingliederung des Bürgermeisteramtes Rechtenbach in die Provinz Hessen-Nassau 1932
1932 wurde im Rahmen einer Gebietsneuordnung der preußischen Regierung der Kreis Wetzlar aus der Rheinprovinz herausgelöst und der Provinz Hessen-Nassau zugeteilt. Zum 1. April 1934 löste die NS-Regierung die zentralen Amtsbürgermeistereien auf. Fortan gab es keinen hauptamtlichen Bürgermeister mehr und die Dörfer wurden wieder von nebenamtlichen Bürgermeistern verwaltet. Lediglich die Gemeindezweckverbandskasse blieb als zentrale Rechnungsstelle der Gemeinden bis zur Gebietsreform im Jahr 1977 bestehen. Auch das Standesamt wurde weiterhin zentral für die Dörfer des ehemaligen Verwaltungsbezirkes geführt.

## Beamte
- Karl Georg von Zangen, seit 1789 hessen-darmstädtischer Amtmann im Amt Hüttenberg mit Sitz in Langgöns[18]